# سباق الطريق ضد الساعة للشبان في بطولة العالم لسباق الدراجات على الطريق 2018
سباق الطريق ضد الساعة للشبان في بطولة العالم لسباق الدراجات على الطريق 2018 (بالفرنسية: Contre-la-montre masculin des juniors aux championnats du monde de cyclisme sur route 2018)‏ هو سباق دراجات هوائية، وهو الموسم رقم 24 من السباق، وأقيم في 25 سبتمبر 2018، وامتدّ لمسافة 27.8 كيلومتر، وهو أحد سباقات بطولة العالم لسباق الدراجات على الطريق 2018، وهو من نوع سباق الدراجات، وقد شارك في السباق 71 متسابقاً ووصل إلى نهايته 70 متسابقاً.
فاز فيه بالمركز الأول رمكو أفينبول، وبالمركز الثاني لوكاس بلاب، وبالمركز الثالث Andrea Piccolo ‏.

## التصنيف العام النهائي
| \| التصنيف العام \| التصنيف العام \| التصنيف العام \| التصنيف العام \| التصنيف العام \| \| العداء \| العداء \| الفريق \| الوقت \| \| \| ------------- \| ----------------------------------- \| ---------------------------------------------------------------------- \| ------------- \| ------------- \| \| 1 \| رمكو أفينبول \| فريق بلجيكا لركوب الدراجات للرجال 2018 [لغات أخرى]‏ \| 33 د 15 ث \| \| \| 2 \| لوكاس بلاب \| فريق أستراليا لركوب الدراجات للرجال 2018‏ \| + 1 د 23 ث \| \| \| 3 \| Andrea Piccolo [الإنجليزية]‏ \| فريق إيطاليا لركوب الدراجات للرجال 2018 [الإنجليزية]‏ \| + 1 د 37 ث \| \| \| 4 \| Michel Hessmann [الإنجليزية]‏ \| فريق ألمانيا لركوب الدراجات للرجال 2018‏ \| + 1 د 47 ث \| \| \| 5 \| Søren Wærenskjold [الإنجليزية]‏ \| فريق النرويج لركوب الدراجات للرجال 2018 [لغات أخرى]‏ \| + 1 د 50 ث \| \| \| 6 \| Manuel Michielsen‏ \| 2018 فريق هولندا لركوب الدراجات [لغات أخرى]‏ \| + 2 د 10 ث \| \| \| 7 \| Ilan Van Wilder [الإنجليزية]‏ \| فريق بلجيكا لركوب الدراجات للرجال 2018 [لغات أخرى]‏ \| + 2 د 21 ث \| \| \| 8 \| Joseph Laverick‏ \| فريق المملكة المتحدة لركوب الدراجات للرجال 2018 [لغات أخرى]‏ \| + 2 د 21 ث \| \| \| 9 \| Jacob Hindsgaul Madsen [الإنجليزية]‏ \| فريق الدنمارك لركوب الدراجات للرجال 2018 [لغات أخرى]‏ \| + 2 د 26 ث \| \| \| 10 \| Michael Garrison [لغات أخرى]‏ \| فريق الولايات المتحدة لسباق الدراجات الهوائية للرجال 2018 [الإنجليزية]‏ \| + 2 د 32 ث \| \| |                         |                                                            |            |  |
| |                         |                                                            |            |  |
| مصدر: ProCyclingStats |                         |                                                            |            |  |
| التصنيف العام |                         |                                                            |            |  |
| العداء | العداء                  | الفريق                                                     | الوقت      |  |
| 1 | رمكو أفينبول            | فريق بلجيكا لركوب الدراجات للرجال 2018 ‏                    | 33 د 15 ث  |  |
| 2 | لوكاس بلاب              | فريق أستراليا لركوب الدراجات للرجال 2018‏                   | + 1 د 23 ث |  |
| 3 | Andrea Piccolo ‏         | فريق إيطاليا لركوب الدراجات للرجال 2018 ‏                   | + 1 د 37 ث |  |
| 4 | Michel Hessmann ‏        | فريق ألمانيا لركوب الدراجات للرجال 2018‏                    | + 1 د 47 ث |  |
| 5 | Søren Wærenskjold ‏      | فريق النرويج لركوب الدراجات للرجال 2018 ‏                   | + 1 د 50 ث |  |
| 6 | Manuel Michielsen‏       | 2018 فريق هولندا لركوب الدراجات ‏                           | + 2 د 10 ث |  |
| 7 | Ilan Van Wilder ‏        | فريق بلجيكا لركوب الدراجات للرجال 2018 ‏                    | + 2 د 21 ث |  |
| 8 | Joseph Laverick‏         | فريق المملكة المتحدة لركوب الدراجات للرجال 2018 ‏           | + 2 د 21 ث |  |
| 9 | Jacob Hindsgaul Madsen ‏ | فريق الدنمارك لركوب الدراجات للرجال 2018 ‏                  | + 2 د 26 ث |  |
| 10 | Michael Garrison ‏       | فريق الولايات المتحدة لسباق الدراجات الهوائية للرجال 2018 ‏ | + 2 د 32 ث |  |

## وصلات خارجية
- الموقع الرسمي
- لمحة عن سباق سباق الطريق ضد الساعة للشبان في بطولة العالم لسباق الدراجات على الطريق 2018 على موقع  ProCyclingStats   (برو  سايكلنج  ستاتس) - إحصاءات  محترفي  الدراجات.
- سباق الطريق ضد الساعة للشبان في بطولة العالم لسباق الدراجات على الطريق 2018 على موقع إحصائيات الدراجات الإحترافية (الإنجليزية)